# Иржи
И́ржи или Йи́ржи (чеш. Jiří) — чешское личное имя, форма имени Георгий, аналогичная русским Юрий, Егор, словацкому Юрай и польскому Ежи.
Наиболее распространённое мужское имя в Чехии. Согласно статистике, в XX веке пользовалось наибольшей популярностью в 1952—1956 годах, когда такое имя получало в среднем около 6400 новорождённых в год (всего за 5 лет — 32 037 детей). С 1980-х его использование пошло на спад (за 2010—2014 этим именем в Чехии был назван 4821 мальчик); тем не менее, оно сохраняет 1-е место с 301 629 носителями по стране на начало 2015 года — почти 3 % (каждый 35-й) от всего населения.
Как и в русской и некоторых других славянских культурах, чехи используют и другие формы имени «Георгий», однако употребимость даже самого популярного из них — Юрай — уступает Иржи более чем на два порядка.
Имеет, по меньшей мере, несколько десятков производных/уменьшительных форм, включая Ира, Иржа, Иржик, Иржин, Иржинек, Иржичек, Иржишта, Ирка, Ироуш и так далее, а также общие с «Юраем» формы Юра, Юрка, Юрашек, Юречек и тому подобные.
У имени есть женский эквивалент — Иржина (чеш. Jiřina).
Одним из известных исторических носителей имени является первый некатолический король Чехии Йиржи из Подебрад (правил в 1458—1471 годах). Помимо этого, форма «Иржи» также традиционно используется в Чехии для тронного именования британских и греческих монархов с эквивалентными национальными формами имён (ср. аналогичную российскую традицию, называющую их всех Георгами).
Именины Иржи отмечаются 23 апреля (соответствуя общехристианскому дню памяти св. Георгия; ср. православный Юрьев день, приходящийся на ту же дату юлианского календаря), либо сдвинуты на день позже — 24 апреля, из-за совпадения с днём Адальберта Пражского (Св. Войтеха).